# Michael och Patricia Silversher
Michael och Patricia Silversher (ibland omnämnda som Silversher & Silversher) är två amerikanska låtskrivare, bland annat kända för sin musik till Disney-serier som Bumbibjörnarna och Piff och Puff - Räddningspatrullen.
Michael Silversher och Patricia Silversher var tidigare gifta, men arbetar fortfarande tillsammans och skriver musik till olika typer av barnprogram.